# Qin (stat)
Qin (秦国; 秦國; Qínguó; Ch`inkuo) var en feodalstat i Kina från 770 f.Kr. fram till 221 f.Kr. då Qins regent etablerade kinas första kejsardöme; Qindynastin. Qindynastin kunde etableras efter att staten Qin vunnit det mycket blodiga inbördeskriget mellan de konkurrerande feodalstaterna i slutet av perioden de stridande staterna efter att Zhoudynastins kungamakt hade fallit. Namnet "Qin" är upphovet till dagens namn på Kins utanför det kinesiska språket. Införandet av Shang Yangs reformer i mitten av 300-talet f.Kr. var att likna vid en revolution, och lade grunden för det centralstyrda Kina, vilket levde vidare i efterföljande dynastier. Qin hade sitt kärnområde kring Weifloden i dagens Shaanxi.

## Historia
Den enskilt viktigaste källan för Qins historia är Sima Qians krönika Shiji som skrevs på 100-talet f.Kr.
Delvis överlappande av Shiji finns för den sista tiden innan etableringen av kejsardömet även beskriven i Hanshu från 100-talet e.Kr. En källa för tidsperioden de stridande staterna är texten Zhan Guo Ce. Det finns även flera olika texter om legalismen bevarade som översättningar.

### Mytologisk början
Enligt krönikan Shiji härstammar Qins styrande familj från den mytologiska kejsaren Zhuanxu. Zhuanxu hade ett barnbarn, Nü Xiu (女脩), som, när hon vävde, svalde ett ägg och blev gravid. Hon födde en son, Da Ye (大業), som gifter sig med den mytologiska kejsaren Shaodians dotter. De fick sonen Da Fei (大費) som hjälpte den mytologiska kejsaren Shun och kung Yu som etablerade Xiadynastin. Som belöning fick Da Fei bära familjenamnet Ying 嬴, som senare även Qins regenter bar.

### Etablering
Qins ursprung är traditionellt daterat till 897 f.Kr. då den relativt obetydliga ledaren Feizi fick litet landområde för att förda upp hästar till Zhoaudynastins kungafamilj. Feiizi var en ättling till Da Fei. Området, som kallades Qin, låg i dagens Tianshui i Gansuprovinsen. Qins styrande familj härstammar från ursprungsbefolkningen från östra Kina alternativt att de var ättlingar till nomadfolket Rong. Feizi, och hans tre efterföljande ättlingar, styrde utan fasta adelstitlar. Qin var nära allierade med Zhoudynastin och det fanns äktenskapliga relationer mellan Qins styrande familj och kungafamiljen. På 800-talet f.Kr. betraktades Qin av Zhoudynastins kungar som en mindre och underordnad kolonistat. Från 821 f.Kr. hade alla Qins ledare titeln hertig, fram till 325 f.Kr. då de tog sig titeln kung. De tidiga ledarna av Qin fick lägga mycket energi i militära sammandrabbningar med nomadfolket Rong som bodde väster och norr om Qins territorium, och 822 f.Kr. dödades Qins ledare Zhong av Rong.

### Vår- och höstperioden
Efter att Zhoudynastin 770 f.Kr. flyttat huvudstaden öster ut till vad som är dagens Luoyang inleds Östra Zhoudynastin och den första delen kallas Vår- och höstperioden. Under Vår- och höstperioden försvagades kungamakten kraftigt och de tidigare kolonistaterna blev mer och mer självstyrande. I samband med att kung Ping flyttade huvudstad öster ut hjälpte hertig Xiang av Qin kungen med beskydd. Som belöning uppgraderade kungen statusen på Qins landområde till fullvärdigt furstendöme, och Qin var därmed jämställda med de övriga tidigare kolonialstaterna. När kungahuset lämnat Shaanxi blev Qin kvar i regionen för att vakta de västra frontlinjerna. Qin flyttad sig därefter gradvis öster ut för att mer och mer ta över Zhoudynastins domäner i Shaanxi. Efter ett militärt slag 750 f.Kr. där Rong besegrats, hävdade Qin suveränitet över folket i de domäner som kungahuset lämnar efter sig.
Även om Hertig Wu (r. 697-678 f.Kr.) erövrade många mindre städer och utökade Qins territorium österut, och Hertig Xuan vann ett slag mot Jin så var det under hertig Mus (r. 659-621 f.Kr.) långa regenttid som staten Qin hade sin första militära storhetstid. År 645 f.Kr. var hertig Mu i krig med staten Jin, varefter Qin territorium expanderades till allt väster om Gula floden. Hertig Mu expanderade Qins territorium genom att slå ihop 12 mindre stater. År 632 f.Kr. enade hertig Wen av Jin staterna Qin, Qi och Song, och gemensamt besegrade alliansen staten Chu efter slaget vid Chengpu. Vänskapen mellan Qin och Jin upphörde efter att hertig Wen avlidit. År 623 f.Kr. gjorde Qin en avsevärd militär seger mot Rong, varefter hertig Mu annekterade betydande territorium från Rong. I och med detta erkände Zhoudynastins kungamakt Qin som hegemoni över Rong, och Rong blev ett betydligt mindre militärt hot.

### De stridande staterna
Östra Zhoudynastins andra period kallas De stridande staterna, och inleds på 400-talet f.Kr. då även Qin början införa olika reformer. 456 f.Kr. etablerades den första häraden. 408 f.Kr. gjordes den första skattereformen där bönderna ålades att betala skatt för spannmål. Qin var relativt fattigt och underutvecklat, men utvecklades av en rad av rådgivare med början av Shang Yang i mitten på 300-talet f.Kr. fram till Lü Buwei i mitten på 200-talet f.Kr.
Hotet från Rong upphörde, och det sista kända anfallet från Rong mot Qin var 430 f.Kr. Däremot trappades de militära konflikterna med grannstaterna upp med attacker både mot och av Qin. Under ledning av hertig Hui II (r. 399-387 f.Kr.) attackerar Qin år 387 f.Kr. Shu-folket. 385 f.Kr. återerövrade staten Wei det territorium väster om Gula floden som Qin tidigare erövrat. Hertig Xian (r. 384-362 f.Kr.) förstärker många städer befästningar. 364 f.Kr. besegrades Jin,  varefter Qins styrkor avrättade 60 000 av Jins soldater. Detta var den första dokumenterade större avrättning av fiende som Qin utförde.

#### Shang Yangs reformer

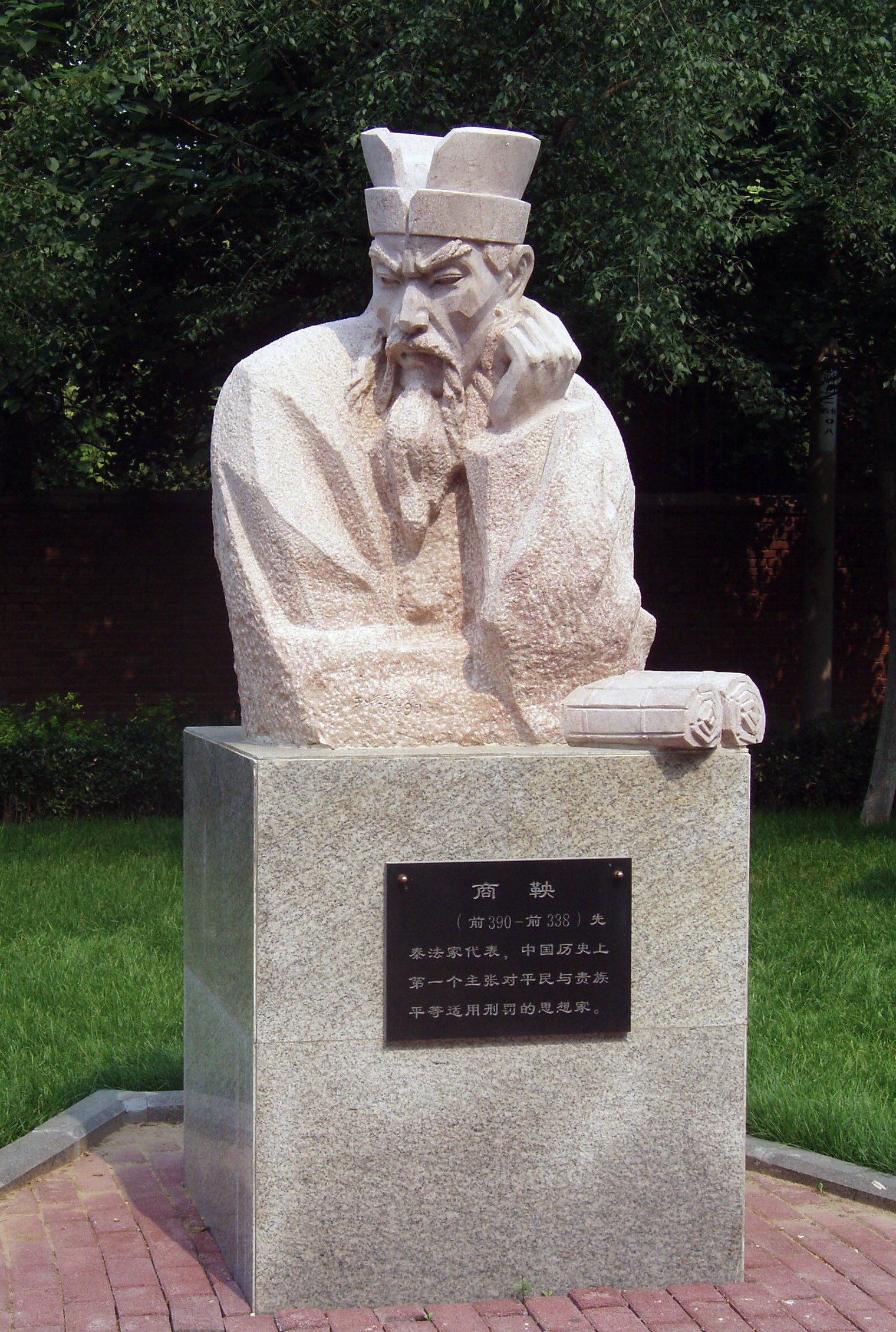
Staty av Shang Yang.

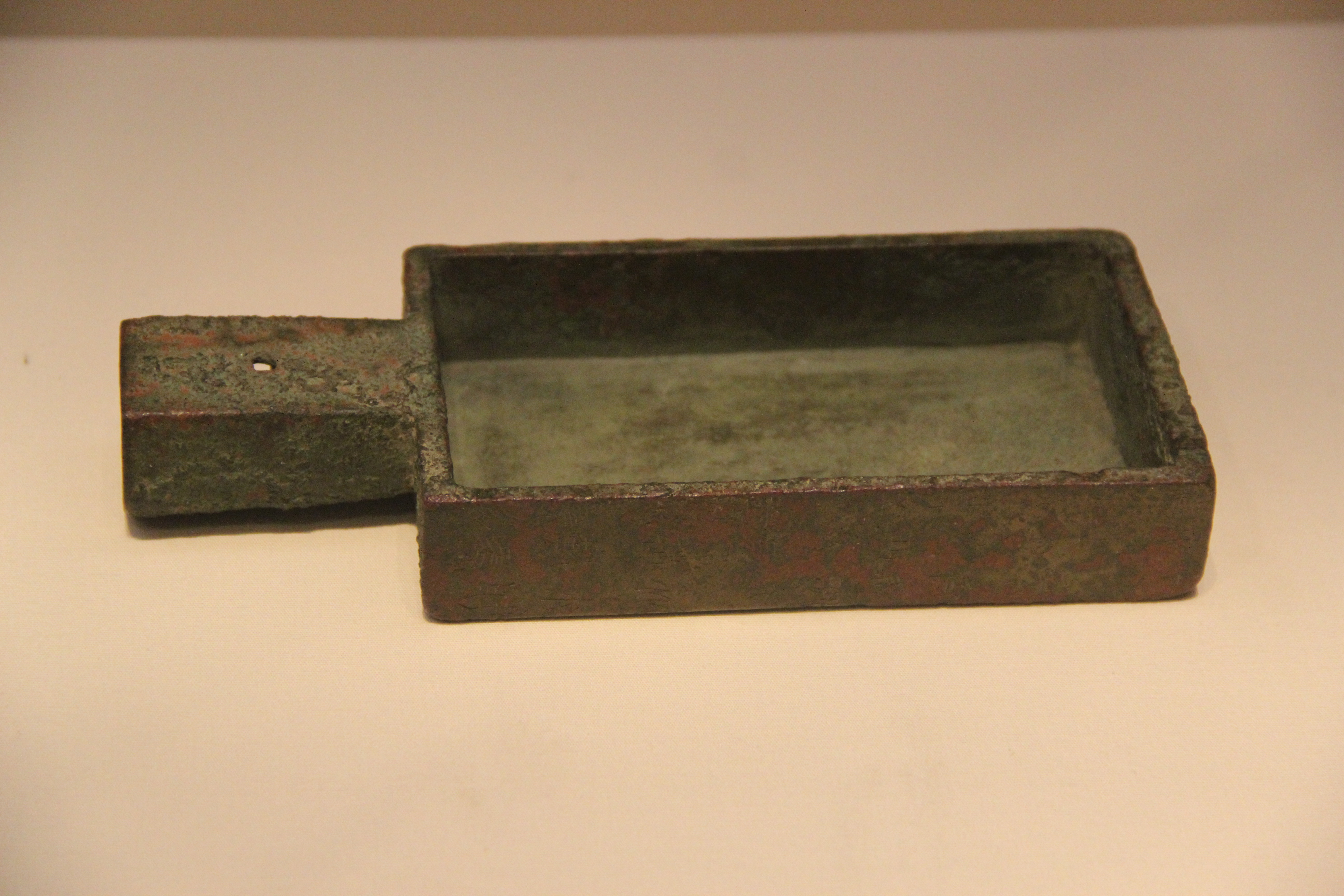
Standardiserat mått av brons, infört av Shang Yang 344 f.Kr.

Fram till 361 f.Kr. betraktades Qin av de övriga staterna som en underlägsen outsider. När hertig Xiao kom till makten 362 f.Kr. kontrollerades Kina av sex stora stater; Qi, Chu, Wei, Yan, Han och Zhao. Hertig Xiao sökte hjälp med hur Qin skulle reformeras för att kunna mäta sig med de starkare staterna öster ut, och fick hjälp av Shang Yang. Shang Yang var den första kända representanten för legalismen, vars idéer finns bevarade i Herr Shangs bok. Shang Yang anlände till Qin år 361 f.Kr., efter att tidigare varit rådgivare till kung Hui av Wei.
Shang Yangs huvudsakliga mål var att skapa en enad och stark stat baserat på industrialiserat jordbruk och disciplinerad militär. Jordbruket skulle främjas för att ge näring till staten och armén, tjänstemän och trupper skulle belönas och straffas efter sina förtjänster eller missgärningar. Sannolikt var det vid tiden för dessa reformer som Qin etablerade systemet med värnplikt.
En lång rad reformer tillkännagavs i några olika reformpaket under 350- och 340-talet f.Kr.:
- Befolkningen delades upp i familjebaserade paramilitära grupper på fem eller tio familjer där alla i varje grupp var kollektivt ansvariga eventuell brottslighet i gruppen och männen var kollektivt ansvarig för gruppens militära säkerhet.[4][8][10]
- För att motverka allt för starka familjegrupperingar, och för att öka antal hushåll, infördes dubbel beskattning för familjer med två eller fler vuxna män.[4][10] Senare (350 f.Kr.) infördes direkt fröbud mot samboende mellan vuxna manliga familjemedlemmar.[10][4]
- Ett system med en hierarki av 17 eller 18 hedersgrader infördes för hela den manliga befolkningen hela vägen upp till den högsta eliten för att uppmuntra meriterande handlingar. T.ex. militära framgångar eller att bidra med spannmål till staten gjorde att man steg i meritokratin.[10][4][8]
- Skattereformen, som redan inletts 408 f.Kr., reformerades för att få jordbrukare att gå från lönearbete till skattebetalare, och gjordes enhetlig. Detta uppmuntrade bönder från andra stater att flytta till Qin och förvärva åkermark.[10][8] Staten uppmuntrade jordbruk och nedvärderad handel.[4][8] och sysslolösa förslavades.[8]
- Enhetliga vikt- och måttenheter standardiserades,[4][11] varav flera mätinstrument av brons har återfunnits vid utgrävningar.[10]
- I samband med uppförandet av ny huvudstad i Xianyang 350 f.Kr. delades Qin geografiskt i 31 län 'xian' (县)[3][10][8] vilket senare även användes av Qindynastin och Handynastin.[11] Länen grupperades i 'jun' (郡) som styrdes av lokala myndigheter med egna administrativa styren.[11] Uppdelningen av län var en viktig del i centraliseringen av den administrativa makten.[10]
- Systemet om besittningsrätt etablerades, i likhet mad vad som redan fanns i staten Zhao.[4] 350 f.Kr. reformerades uppdelningen av jordbruksmark från bestämda arealer för varje jordbruk till en mer flexible uppdelning,[10] vilket även underlättade beskattningen.[3]

Ombildandet av Qin till en centralstyrd stat under mitten på 300-talet f.Kr. och dess avskaffande av det gamla samhället kan liknas vid en revolution. En av de viktigaste resultatet av reformerna var att göra bönderna till grunden för det ekonomiska systemet och den militära makten. Shang Yangs reformer var grunden för Qins väg till dominans under 200-talet f.Kr. och en av de viktigaste historiska händelserna i den kinesiska historien förde enandet 221 f.Kr. Många av reformerna låg till grund för efterföljande dynastier såsom Qindynastin och Handynastin.
Den administrativa effektiviteten som Shang Yangs reformer skapade var en viktig del i Qins militära framgångar.
Under militär ledning av Shang Yang 340 och 338 f.Kr. återtog Qin från staten Wei det territorium som tidigare förlorades 385 f.Kr., för vilket Shang Yang belönades med en förläning. När kung Huiwen kom till makten 338 f.Kr. lät han avrätta Shang Yang.

#### Eskalering
Qins första stora militära bedrifter kom efter införandet av Shang Yangs reformer då Qins militära förmåga förstärktes. Under perioden 364 till 234 f.Kr. var Qin inblandad i 15 dokumenterade militära slag med mer än 20 000 dödsoffer. De dokumenterade förluster som Qin orsakat sina motståndare under dessa slag uppgår till närmare 1 500 000 dödsfall, men det finns anledning att ifrågasätta dessa höga dödstal.
Under ledning av kung Huai av Chu formades 318 f.Kr. en allians mellan staterna Chu, Wei, Zhao, Han och Yan för att attackera Qin. Qin skickade strategen Zhang Yi till Chu för att försöka bryta alliansen genom förhandlingar, med löftet att Qin skulle ge upp en del land till Chu, men Qin fullföljde inte överenskommelsen. Qin besegrade den allierade armen.
Framgångarna följdes av en lång rad militära bedrifter för kung Huiwen (r. 338–311 f.Kr.): År 316 f.Kr. erövrades staten Shus territorium på Chengduplatån i dagens Sichuan, och därefter besegrades även närliggande staten Ba. År 315 f.Kr. erövrade Qin ett stort antal befästa städer från Rong, varefter Rong blev till stora delar blev pacificerade. 312 f.Kr. attacherades Qin av Chu, men Chu besegrades vid Xixia Henan. Chu gjorde en motattack men besegrades igen vid Lantian i Shaanxi. Territoriet kring Hanzhong ockuperades vilket öppnade vägen för Qin mot den mellersta Yangtzeregionen.
Även Kung Zhaoxiang av Qin (r. 306–251 f.Kr.) genomförde en lång rad framgångsrika militära kampanjer, såsom slaget vid Yique 293 f.Kr. som leddes av general Bai Qi. Efter initiativ från Yan enades 284 f.Kr. Qin med staterna Yan, Chu, Zhao och Han varefter de attackerade ett flertal städer i staten Qi. Under ledning av general Bai Qi erövrade Qin år 278 f.Kr. Chus huvudstad Ying (Chu) vid slaget vid Yan och Ying, varefter Chu flyttade sin huvudstad. Från 262 f.Kr. stred Qin med Zhao under tre år fram till slaget vid Changping 262 f.Kr. där Zhao besegrades och försvagades kraftigt. År 256 f.Kr. besegrades slutligen Zhoudynastins kungamakt av Qin, och 249 f.Kr. besegrade Qin de sista ättlingarna från den i praktiken redan fallna Zhoudynastin i Henan.
250 f.Kr. blev den rika handelsmannen Lü Buwei försteminister i Qin, och efterträddes senare av Li Si. Prins Zheng tillträdde som kung av Qin 246 f.Kr., med det var först 238 f.Kr. som han började utöva verklig makt.

#### Föreningskriget

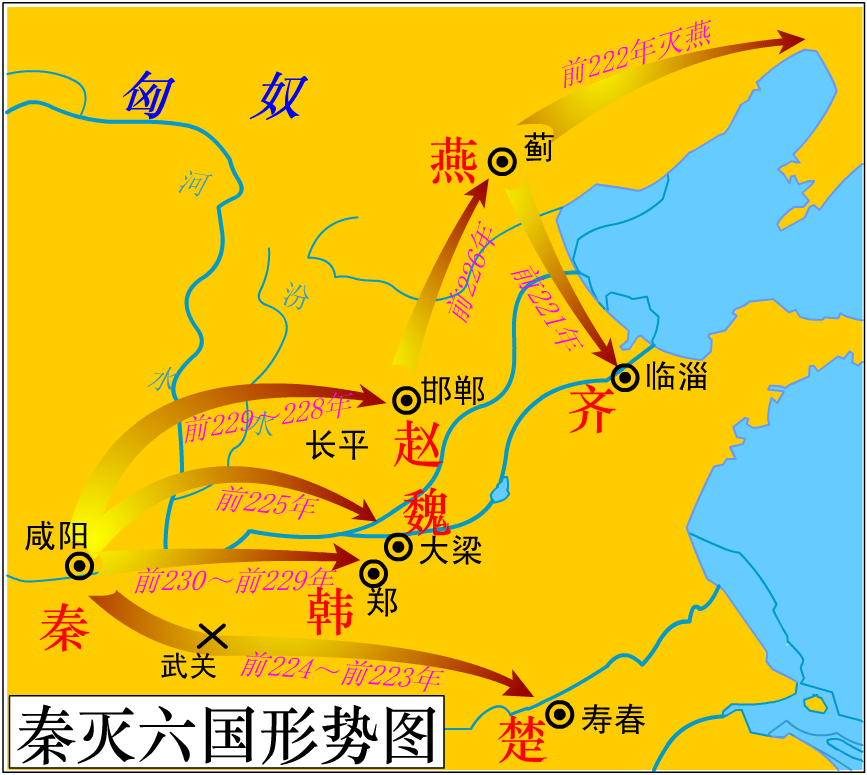
Qins föreningskrig

Under ledning av prins Zheng avslutades föreningskriget, och de konkurrerande staterna besegrades en efter en: Staten Han besegrades år 230 f.Kr. och Zhao besegrades 228 f.Kr. För att försöka stoppa Qins framgångar skickade staten Yan 227 f.Kr. sändebudet Jing Ke till Qins hov, som gjorde ett misslyckat försök att mörda prins Zheng. Wei besegrades 225 f.Kr. och Chu föll 223 f.Kr. Slutligen erövrades Yan år 222 f.Kr. och till sist besegrades Qi 221 f.Kr.
Orsaken till Qins stora militära framgångar var flera faktorer såsom Qins strategiska geografiska läge skyddade av Gula floden och bergskedjor med bara ett fåtal strategiska passager. Från öster var enda passagen till Qins territorium genom Hangupasset och från söder genom Wupasset, och därför kallades Qins kärnområde även för Guanzhong 关中 ('innanför passen'). Andra viktiga orsaker till framgången var Qins förmåga att rekrytera talanger från andra stater såsom t.ex. Shang Yang, Lü Buwei och Li Si, och den administrativa effektivitet som inte minst Shang Yangs reformer skapat.

### Qindynastin
221 f.Kr., efter att Qin vunnit föreningskriget, tog sig prins Zheng titeln 'Första kejsaren', Shi Huangdi, (始皇帝), och grundade Qindynastin, vilket blev Kinas första kejsardynasti. Qin gick därmed från att varit en enskild stat till att övergå till att vara ett kejsardöme.
Namnet "Qin" är upphovet till dagens namn på Kins utanför det kinesiska språket. På 100-talet e.Kr. används namnen "Thinai" och "Sinai" i grekisk och romersk skrift. "Qin" är även ursprunget till det indiska namnet för Kina; "Cina".

## Geografi
Ursprungligen var Qins territorium den nordvästra delen av vad som betraktades som den civiliserade delen av värden, i dagens Gansu. Efter 770 f.Kr. flyttade Qin sitt kärnområde gradvis öster ut mot Zhoudynastins tidigare region kring Weifloden, och Qins herravälde etablerades in Shaanxiprovinsen. Dess territorium avgränsades mot öster av Gula flodens nord-sydliga sträckning och söder ut av bergskedjor. Qins läge längst västerut i Zhoudynastins oikoumene längs Weiflodens avrinningsområde gjorde Qin isolerad från de andra staterna. Qin expanderade senare sitt territorium söder ut till dagens Sichuan och till norra Kinaslätten för att slutligen erövrat hela dåvarande Kina.

### Huvudstäder
Qins första säte var i Xiquanqiu (西犬丘), nära dagens Tianshui i Gansu. Hertig Ning flyttade 714 f.Kr. huvudstaden till Pingyang (平陽), nära dagens Baoji vid Weifloden i dagens Shaanxi. 677 f.Kr. flyttade hertig De  huvudstaden till Yong (雍), dagens Majiazhuang (馬家莊) i Fengxiang. (Platsen för Yong var utvald av hertig Wen.). Efter Yong var Jingyang huvudstad. Ungefär 383 f.Kr. flyttade hertig Xian huvudstaden till Yueyang (även kallad Liyang (櫟陽)) norr om dagens Lintong utanför  Xi'an
350 f.Kr. flyttades, efter rekommendation från Shang Yang, huvudstaden till Xianyang vid Weiflodens norra strand nära dagens Xi'an.

## Kultur

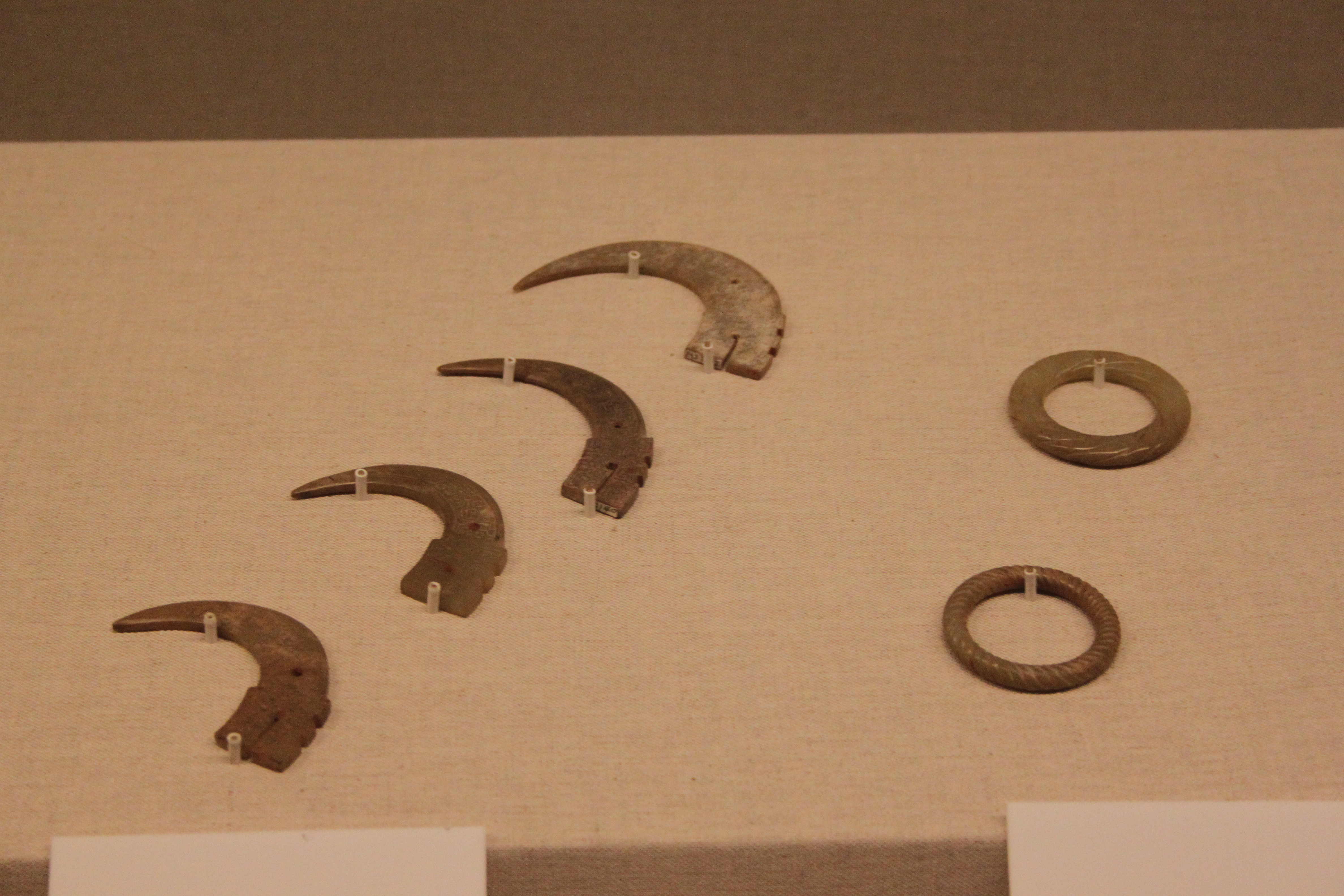
Prydnadssaker av jade i typisk Qinstil.

Qin hade ett rykte bland grannstaterna att inte vara "kinesiska" utan ha vanor som "barbarerna". Med tiden influerades Qin av sina grannstater och stammar i närområdet och tog till sig flera nyatraditioner och högtider såsom fuyangfesten och labafesten. Qin hade mycket traditionella begravningstraditioner med väggomslutna begravningskammare. Den begravda placerades vanligen i öst-västlig riktning, till skillnad från i de mer östliga staterna där nord-sydlig riktning är vanligare. Qin följde Zhou-traditionen med förfäderdyrkan och rituella offer, vilket även inkluderade mänskliga rituella offer i samband med begravningar av överklassen. Det första kända fallet är från 678 f.Kr. vid begravningen av hertig Wu då 66 personer begraven med hertigen. Hertig Mu (d. 621 f.Kr.) begravdes med 177 mänskliga offer. Seden med mänskliga offer förbjöds 384 f.Kr. Från i alla fall 600-talet f.Kr. uppfördes tempel för dyrkan av krafter såstom di, som representerar en av färgerna inom teorin om de fem elementen. Den bäst bevarade ceremoniella arkitekturen från perioden finns bevarad i dagens Majiazhuang (馬家莊) i Fengxiang vilket var Qins dåvarande huvudstad Yong. Qins regenter hävdade sig ha himlens mandat, vilket var ett privilegium för kungamakten. Hertig Jing av Qins grav (537 f.Kr.) är ett exempel på kungligt överdåd.

## Teknik

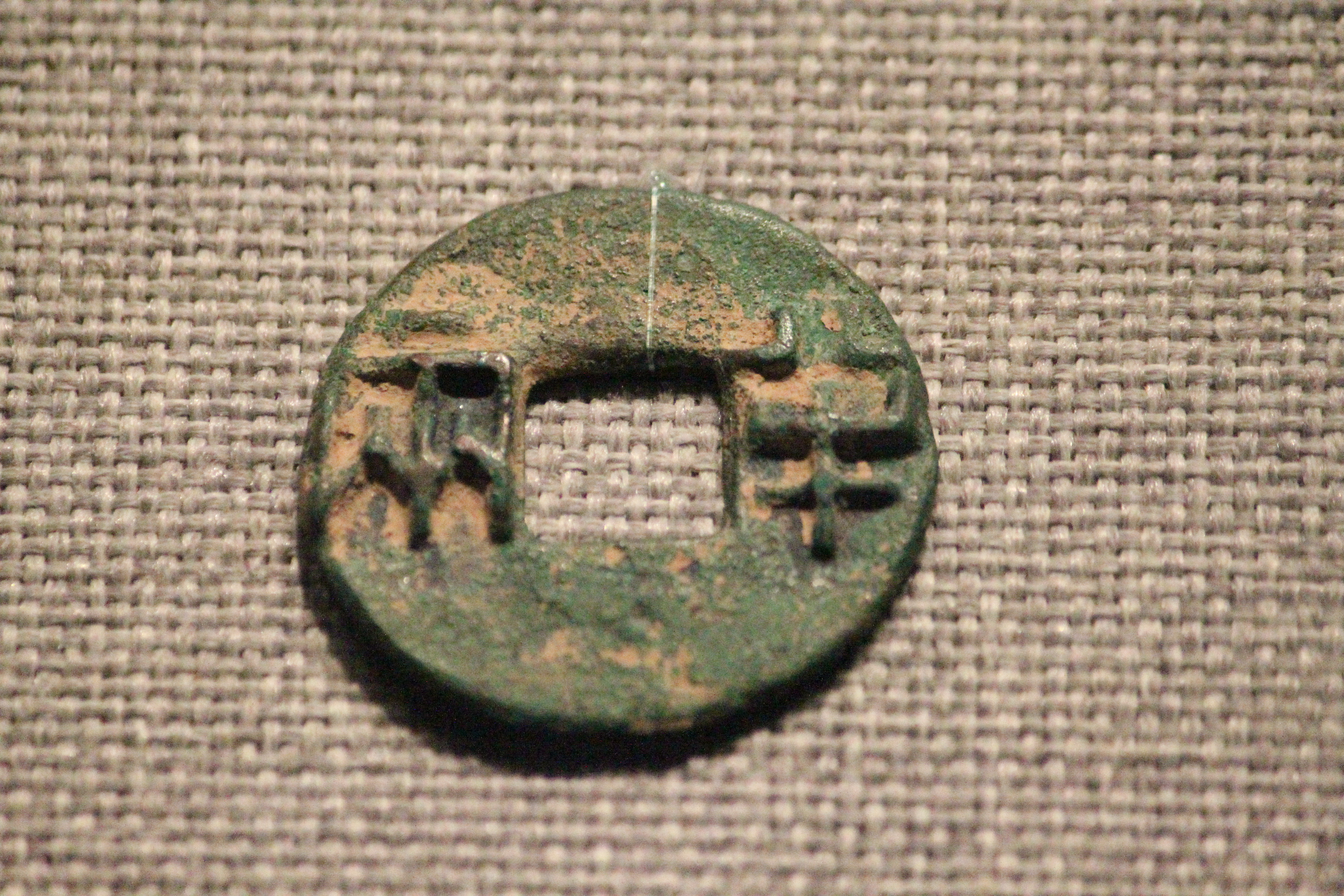
Bronsmynt som användes av staten Qin.

Från i alla fall 265 f.Kr. använde Qin en justerad lunisolarkalender där vissa månader hade fler dagar än andra för att öka dess precision, och året började på den tionde månaden. Qin etablerade sin egen valuta 336 f.Kr. Typiska metallmynt från Qin var cirkulära med hål i mitten. Från 300-talet f.Kr. är det känt att Qin exporterade siden till norra Indien. Qin hade teknologi kring järngjutning för vapenindustrin, Dock var Qins järnteknologi var inte lika utvecklad som en del av dess konkurrenter, men Qin specialiserade sig på att tillverka vassa bronsvapen.

### Stridsteknik

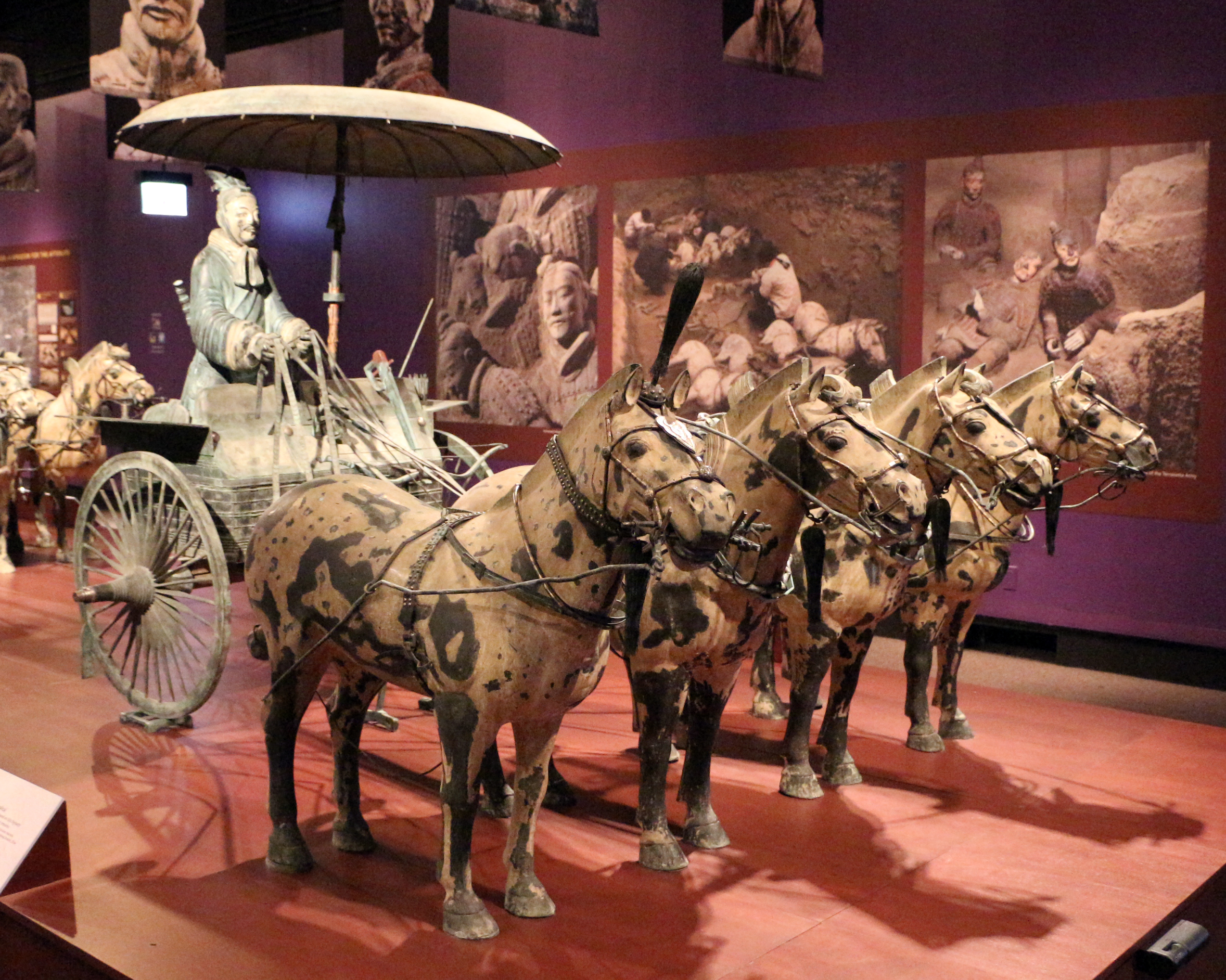
Replika av en hästvagn utgrävd vid Qin Shi Huangdis mausoleum

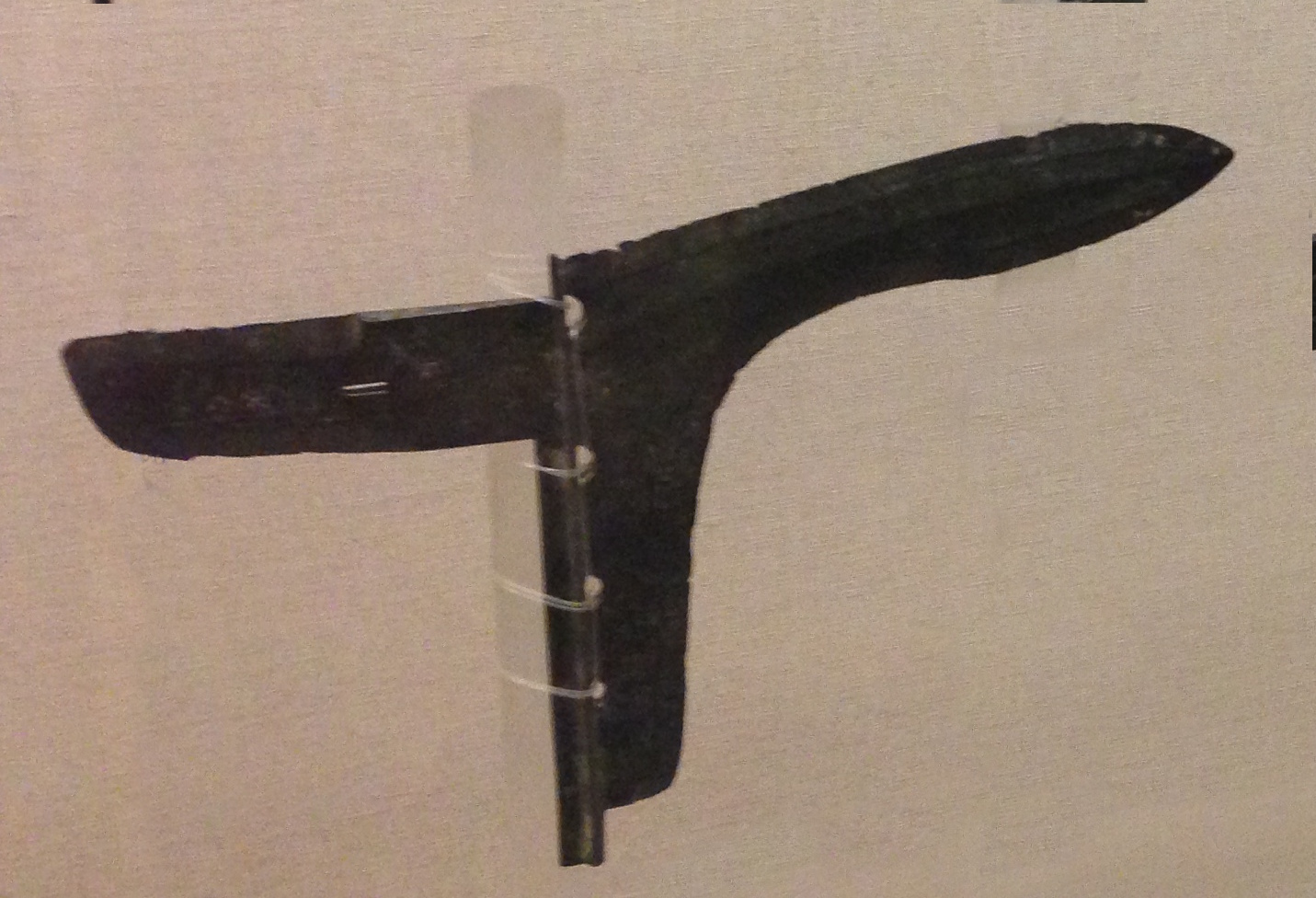
Dolkyxa utgrävd från terrakottaarmén

Krigskonsten utvecklades från att under den tidiga bronsåldern huvudsakligen utkämpats med hästvagnar och fotsoldater till att under mitten av 300-talet f.Kr. förändras. Hästvagnarna kompletterades med kavalleri, infanteri, tross och förnödenheter. I takt med urbaniseringen utvecklades även belägringstikniken. Avfyrningsmekanisker till olika typer av armborst utvecklades.
Qin utvecklade hästvagnarna mot att få mindre hjul men med fler ekrar, vilket ökade styrkan och tillförlitligheten på hjulen.Qins stridande styrkor använde fyra typer av hästvagnar till olika syften. Vid Qin Shi Huangdis mausoleum har två mycket detaljerade hästekipage i brons hittats. En är lätt transport, för strid eller inspektion och den andra för tyngre transport av passagerare.
Infanteriet var huvudsakligen indelat i lätt och tungt infanteri. Det tunga infanteriet hade rustning uppbyggd av i ihopsydda förstärkta läderplattor. Det lätta infanteriet var klädda i lättrörliga dräkter och beväpnade med långa vapen såsom spjut, hillebard, lans eller dolkyxa, men även bågskyttar med långbåge eller armborst. Spjuten utvecklades till att bli kortare och med breda platta blad. Dolkyxorna utvecklades med rektangulära hål för infästningen av bladet mot träskaftet.
Qins militär använde två typer av raka dubbelsidiga svärd. En typ var kort med likheter för vad som typiskt användes under Östra Zhoudynastin även av de andra staterna. Dessutom användes ett längre svärd med ungefär en meters längd och ytbelagd med oxiderat krom.

### Kinesiska muren

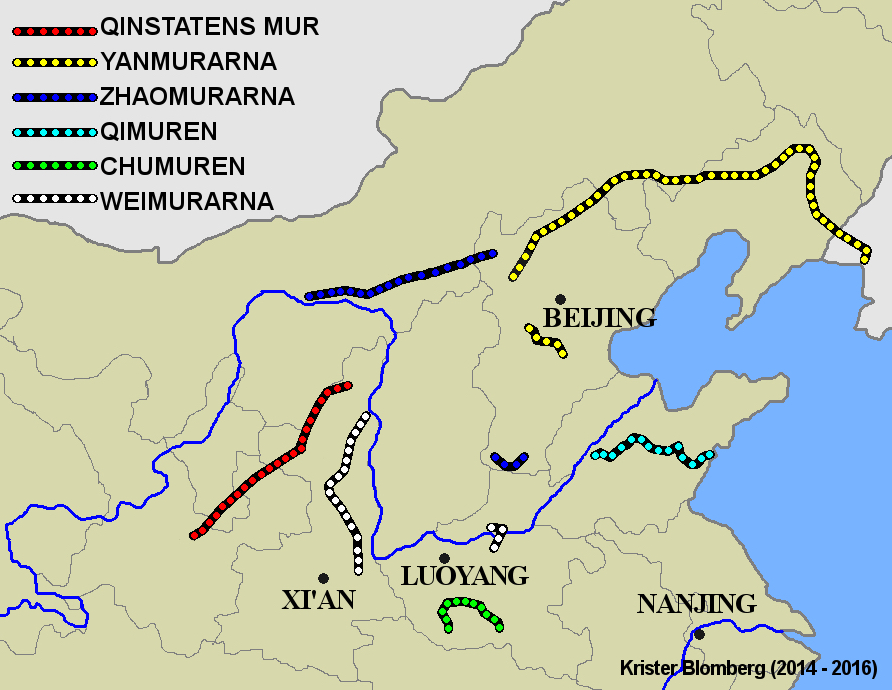
Sektioner av den kinesiska muren byggda av Qin utmärkt md röd linje

Under kung Zhaoxiangs regenttid erövrade Qin år 272 f.Kr. det närliggande Rong-riket Yiqu (义渠) i nordväst, och Qin-rikets nya gräns var nu i direktkontakt med hunnernas territorium. För att säkra det erövrade territoriet byggde riket Qin den slingrande Yulinmuren från södra Gansu i nordostlig riktning upp till norra Shaanxi. Muren började i Jingning eller möjligen längre söder ut och fortsatte sedan upp mot Ordosplatåns östra sida till Yulin och kanske ännu längre norrut. Lämningarna efter denna mur är fragmentariska, vilket kan bero på att den möjligen aldrig var en kontinuerlig mur utan uppdelad i strategiska sektioner. Murens krokiga sträckning följer terrängformationer såsom sluttningar eller bergskanter. Det har även hittats regelbundna jordhögar i anslutning till muren, tre eller fyra per kilometer från den, som sannolikt var utsiktsposter. Muren som staten Qin uppförde var en del av de mursektioner som under efterföljande Qindynastin på 200-talet f.Kr. förlängdes och sammankopplades till det som kom att bli känt som Kinesiska muren.

### Vattenledning
Stora tekniska framsteg gjordes inom bevattningsteknik och vattenledning såsom Li Bings uppförande av Dujiangyans bevattningssystem i Sichuan och hans son Zheng Guos uppförande av Zhengguokanalen i Weidalen under åren efter 246 f.Kr. Dessa båda vattenledningsprojekt stärker Qins välstånd och ekonomi påtagligt, och var en viktig del i dess framgång.

## Regentlängd

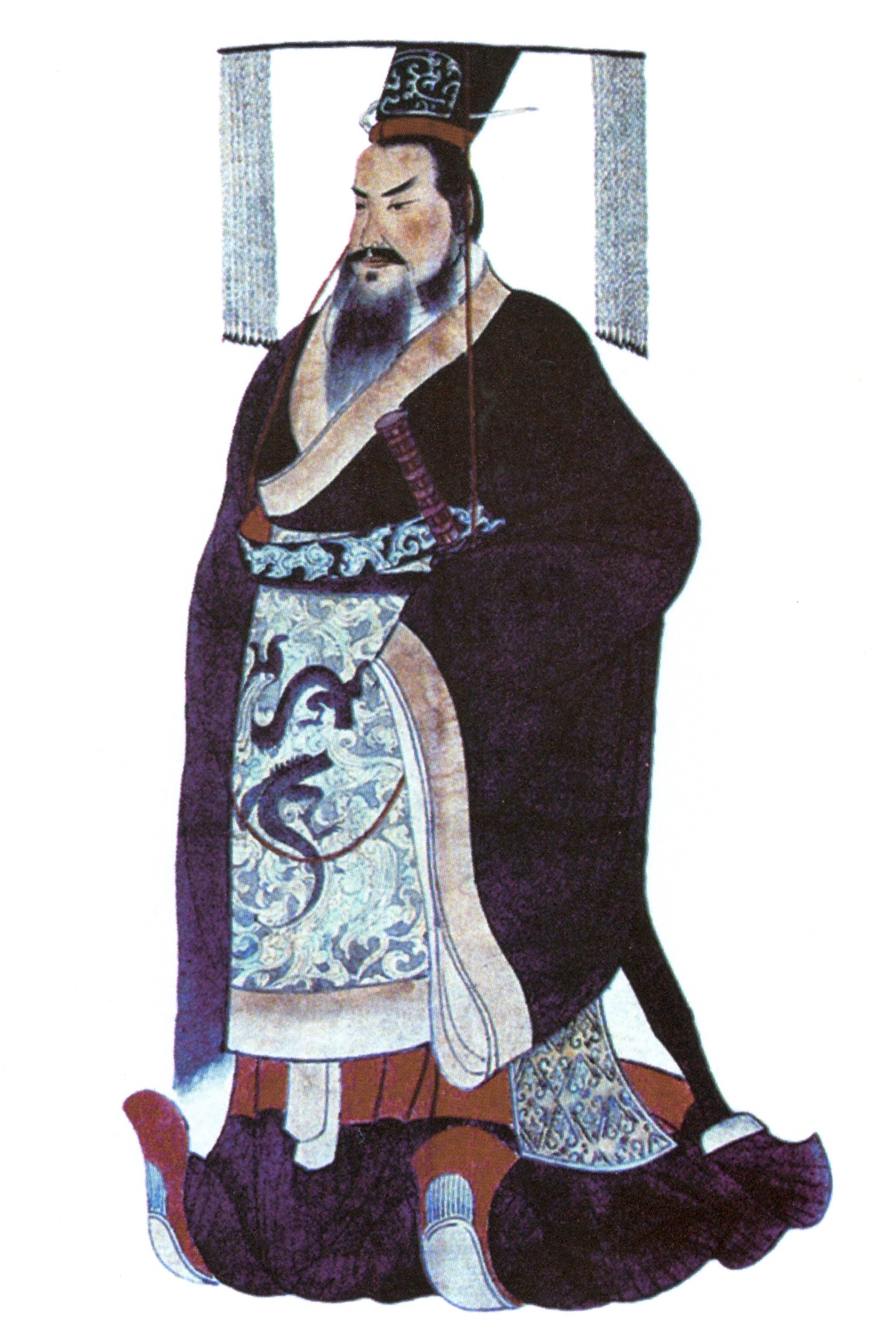
Sista kungen av Qin och förste kejsaren av Kina, Prins Zheng

Se även Lista över Kinas kejsare
| Ledare utan formell titel         |                         |                    | |
| Feizi, 秦非子                     | -                       | 900-858 f.Kr.      | Ättling till Da Fei 大費                                                                                                  |
| Markis av Qin, 秦侯               | -                       | 858-848 f.Kr.      | |
| Gongbo, 秦公伯                    | -                       | 846-844 f.Kr.      | |
| Zhong, 秦仲                       | -                       | 845-822 f.Kr.      | Fick titeln Dafu 大夫 av Kung Xuan av Zhou                                                                                |
| Hertigar                          |                         |                    | |
| Hertig Zhuang, 秦莊公             | Ying Ye, 嬴也           | 822-778 f.Kr.      | Fick titeln hertig postumt                                                                                                |
| Hertig Xiang, 秦襄公              | Bror till Hertig Zhuang | 777-766 f.Kr.      | Yngre bror eller son till Hertig Zhuang Fick titeln hertig 770 f.Kr.                                                      |
| Hertig Wen, 秦文公                | -                       | 765-716 f.Kr.      | |
| Hertig Ning, 秦寧公               | -                       | 715-704 f.Kr.      | Barnbarn till hertig Wen                                                                                                  |
| Hertig Chu, 秦出公                | -                       | 703-698 f.Kr.      | Yngre son till hertig Ning Även kallad Chuzi, 出子                                                                        |
| Hertig Wu, 秦武公                 | -                       | 697-678 f.Kr.      | Äldre son till hertig Ning                                                                                                |
| Hertig De, 秦德公                 | -                       | 677-676 f.Kr.      | Bror till hertig Wu |
| Hertig Xuan, 秦宣公               | -                       | 675-664 f.Kr.      | Son till hertig De |
| Hertig Cheng, 秦成公              | -                       | 663-660 f.Kr.      | Bror till hertig Xuan |
| Hertig Mu, 秦穆公                 | Ying Renhao, 嬴任好     | 659-621 f.Kr.      | Bror till hertig Cheng och hertig Xuan                                                                                    |
| Hertig Kang, 秦康公               | Ying Ying, 嬴罃         | 620-609 f.Kr.      | Även känd som prins Ying 罃. Son till hertig Mu.                                                                          |
| Hertig Gong, 秦共公               | Ying Dao, 嬴稻          | 608-604 f.Kr.      | Även känd som prins He 和. Son till hertig Kang.                                                                          |
| Hertig Huan, 秦桓公               | Ying Rong, 嬴榮         | 603-577 f.Kr.      | Även känd som prins Rong 榮. Son till hertig Gong.                                                                        |
| Hertig Jing, 秦景公               | Ying Hou, 嬴後          | 576-537 f.Kr.      | |
| Hertig Ai, 秦哀公                 | -                       | 536-501 f.Kr.      | |
| Hertig Hui, 秦惠公                | -                       | 500-491 f.Kr.      | Barnbarn till hertig Ai                                                                                                   |
| Hertig Dao, 秦悼公                | -                       | 490-477 f.Kr.      | |
| Hertig Ligong, 秦厲共公           | Ying Ci, 嬴刺           | 476-443 f.Kr.      | |
| Hertig Zao, 秦躁公                | -                       | 442-429 f.Kr.      | |
| Hertig Huai, 秦懷公               | -                       | 428-425 f.Kr.      | Bror till hertig Zao |
| Hertig Ling, 秦靈公               | Ying Su, 嬴肅           | 424-415 f.Kr.      | Barnbarn till hertig Huai                                                                                                 |
| Hertig Jian, 秦簡公               | Ying Daozi, 嬴悼子      | 414-400 f.Kr.      | |
| Hertig Hui II, 秦惠公             | -                       | 399-387 f.Kr.      | |
| Chuzi, 秦出子                     | -                       | 386-385 f.Kr.      | Även kallad hertig Chu 秦出公                                                                                             |
| Hertig Xian, 秦獻公               | Ying Shixi, 嬴師隰      | 384-362 f.Kr.      | |
| Hertig Xiao 秦孝公                | -                       | 361-338 f.Kr.      | Även känd som Prins Quliang 渠梁. Son till hertig Xian.                                                                   |
| Kungar                            |                         |                    | |
| Kung Huiwen, 秦惠文王             | Ying Si, 嬴駟           | 337(325)-311 f.Kr. | Tog sig titeln kung 325 f.Kr. Regerade under titeln Prins Si 駟. Även känd som Baron Huiwen 秦惠文君 Son till Hertig Xiao |
| Kung Wu, 秦武王                   | Ying Dang, 嬴蕩         | 310-307 f.Kr.      | Även känd som Prins Dang 蕩 Son till Kung Huiwen                                                                          |
| Kung Zhaoxiang, 秦昭襄王          | Ying Ji, 嬴稷           | 306-251 f.Kr.      | Yngre bror till Kung Wu.                                                                                                  |
| Kung Xiaowen, 秦孝文王            | Ying Zhu, 嬴柱          | 250 f.Kr.          | Känd som Prins Zhu 柱. Son till Kung Zhaoxiang. Postumt känd som Kung Xiaowen.                                            |
| Kung Zhuangxiang, 秦莊襄王        | Ying Zichu, 嬴子楚      | 249-247 f.Kr.      | Son till Kung Xiaowen. |
| Prins Zheng Shi Huangdi, 秦始皇帝 | Ying Zheng, 嬴政        | 246-221(210) f.Kr. | Son till Kung Zhuang Xiang. Kung av Qin. Från 221 f.Kr. Kejsare Shi Huangdi                                               |